# Pan-STARRS

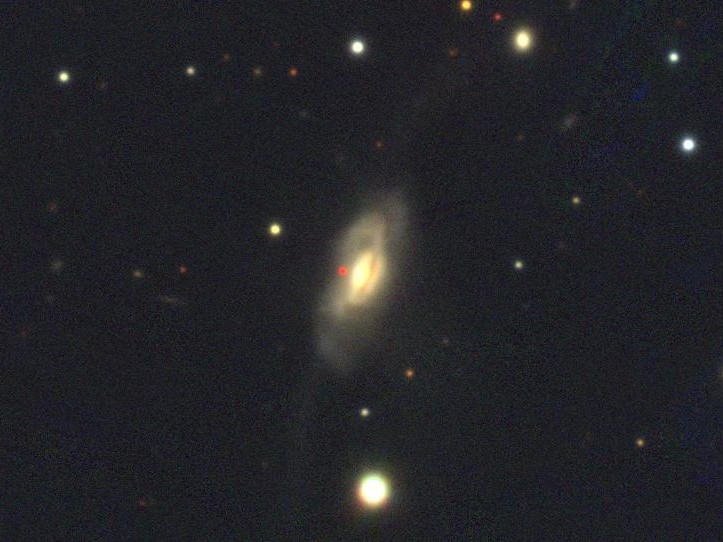
Imagem colorida da radiogaláxia Arp 187 criada partindo de imagens do arquivo do Pan-STARRS

O Panoramic Survey Telescope and Rapid Response System (em português: Telescópio de Pesquisa Panorâmica e Sistema Rápido de Resposta) mais conhecido pela abreviatura Pan-STARRS é um projeto que tem por objetivo mapear constantemente o céu em busca de objetos próximos que possam apresentar risco de colisão com a Terra.
O telescópio PS1 que opera para o projeto está localizado no monte Haleakala no Havaí. Este telescópio está equipado com uma câmera de 1,4 gigapixels e já propiciou a descoberta simultânea de 19 asteroides numa única noite em 29 de janeiro de 2011 além da descoberta do cometa C/2011 L4 que também é conhecido pelo nome deste projeto.